# Балаев, Эмиль Назим оглы
Эмиль Назим оглы Балаев (азерб. Emil Nazim oğlu Balayev; род. 17 апреля 1994[…], Волгоград) — азербайджанский футболист, вратарь клуба «Нефтчи» и сборной Азербайджана.

## Биография
Футболом начал заниматься в возрасте 9 лет в Баку, в детской секции футбольной базы ФК «Нефтчи».

### Клубная карьера
Эмиль Балаев является воспитанником футбольного клуба «Нефтчи» Баку. В сезоне 2011/12 выступал на правах аренды за клуб «Сумгаит». С ноября 2013 года, также на арендной основе выступает за команду первого дивизиона — ПФК «Араз-Нахчыван».
В декабре 2013 года, во время зимнего перерыва в Премьер-лиге, руководство ФК «Нефтчи» объявило о том, что призывает обратно в стан команды Эмиля Балаева, который присоединится к клубу во время учебно-тренировочных сборов в турецкой Анталье.
Был в заявке ФК «Нефтчи» Баку для участия в квалификационном раунде Лиги чемпионов сезонов 2012/13 и 2013/14, а также Лиги Европы сезонов 2012/13 годов.
В декабре 2014 года подписал контракт с немецким «Айнтрахтом» из Франкфурта.
В январе 2019 года перешёл в казахстанский клуб «Тобол» из Костаная.

### Карьера в сборной
Впервые был привлечен в состав олимпийской сборной Азербайджана 6 сентября 2011 года в Антверпене, для участия в отборочном мачте Чемпионата Европы УЕФА против сверстников из Бельгии.
В заявку национальной сборной впервые попал 7 сентября 2013 года в Тель-Авиве, во время отборочного матча чемпионата мира против сборной Израиля.
9 сентября 2019 года дебютировал в основном составе национальной сборной Азербайджана в отборочном матче ЧЕ-2020 против сборной Хорватии.
| № | Дата            | Оппонент | Счёт | Голы | Сухие | Карточки | Минуты | Соревнование             |
| - | --------------- | -------- | ---- | ---- | ----- | -------- | ------ | ------------------------ |
| 1 | 9 сентября 2019 | Хорватия | 1:1  | -1   | —     | —        | 90'    | Отбор ЧЕ-2020 (группа E) |
| 2 | 9 октября 2019  | Бахрейн  | 3:2  | -2   | —     | —        | 90'    | Товарищеский матч        |
| 3 | 13 октября 2019 | Венгрия  | 0:1  | -1   | —     | —        | 90'    | Отбор ЧЕ-2020 (группа G) |

Итого: сыграно матчей: 3 / сухих:0 / пропущено голов: 4; победы: 1, ничьи: 1, поражения: 1.

## Достижения
«Нефтчи»
- Чемпион Азербайджана: 2012/13
- Обладатель Кубка Азербайджана: 2012/13